# Daimús
Daimús település Spanyolországban, Valencia tartományban. Daimús Gandia és Guardamar de la Safor községekkel határos. Lakosainak száma 3419 fő (2024).

## Népesség
A település népessége az utóbbi években az alábbiak szerint változott:
| Lakosok száma | 1829 | 2242 | 2862 | 3068 | 3130 | 3062 | 3018 | 3117 | 3274 | 3419 |
|               | 2001 | 2004 | 2007 | 2009 | 2012 | 2014 | 2017 | 2019 | 2022 | 2024 |